# Жидувек
Жидувек (пол. Żydówek) — село в Польщі, у гміні Кіє Піньчовського повіту Свентокшиського воєводства.
Населення — 94 особи (2011).
У 1975—1998 роках село належало до Келецького воєводства.

## Демографія
Демографічна структура на день 31 березня 2011 року:
|          | Загалом | Допрацездатний вік | Працездатний вік | Постпрацездатний вік |
| -------- | ------- | ------------------ | ---------------- | -------------------- |
| Чоловіки | 49      | 11                 | 33               | 5                    |
| Жінки    | 45      | 9                  | 21               | 15                   |
| Разом    | 94      | 20                 | 54               | 20                   |